# Cocktailhappen

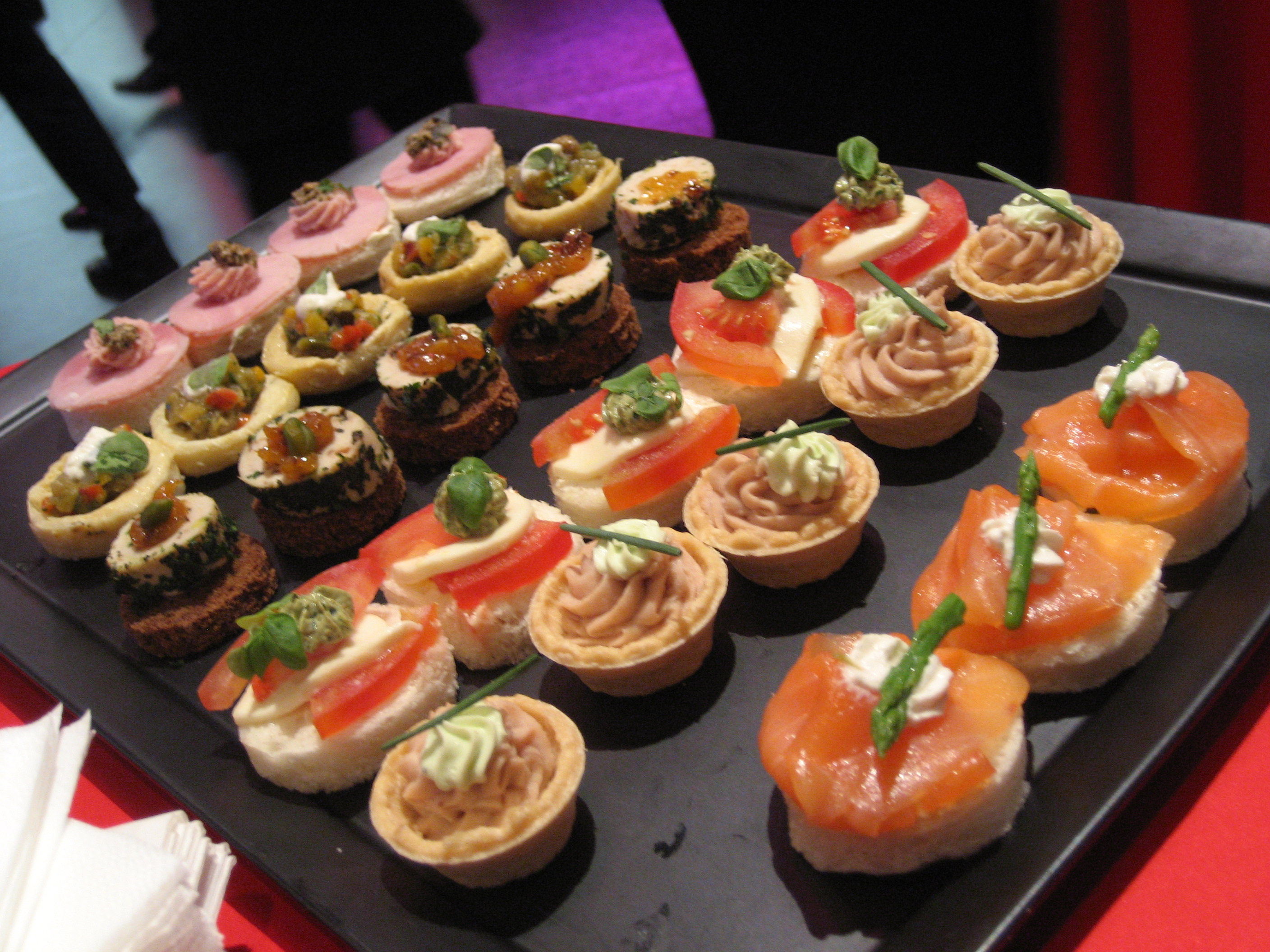
Dariolen (Körbchen) und Cocktailhäppchen

Cocktailhappen (oder kurz Happen) ist in der kalten Küche eine Sammelbezeichnung für Cocktailbissen und Cocktailspießchen. Die kleinen ausgestochenen, mundgerechten Bissen bestehen im Allgemeinen aus einem Sockel, einem Belag, einer Garnierung und ggf. einem Spießchen.
Zu mundgerechten Bissen Geschnittenes wie z. B. Brot, Käse, Äpfel, gekochter Sellerie, gegarte Artischocken und andere edle Rohstoffe werden belegt, garniert und meist mit einem Holz- oder Kunststoffspießchen zusammengehalten. Sie unterscheiden sich somit von den Canapés, welche immer mit Butter oder Buttermischungen bestrichene Brotvarianten sind.